# Regeringshervormingen van Alexander I
De regeringshervormingen van Alexander I omvatten een aantal bestuurlijke veranderingen in het Russische Rijk tijdens de regering van tsaar Alexander I (1801-1825).
Het Russische regeringssysteem was opgezet door Peter de Grote en bestond uit verschillende staatscommissies die elk de naam Collegium hadden en bestonden uit verschillende subdepartementen, Prikaz genoemd en was grotendeels achterhaald in de negentiende eeuwe. De verantwoordelijkheden van de Collegiums werden erg willekeurig gekozen en overlapten elkaar vaak.
Niet lang nadat Alexander I de troon had bestegen, vormde hij een Geheim Comité (Негласный комитет) dat bestond uit Viktor Kotsjoebej, Nikolaj Novosiltsev, Pavel Stroganov en Adam Jerzy Czartoryski en niet-formeel ook Michail Speranski.
De hervormingen die werden voorgesteld door Speranski omvatten de introductie van een parlement en een Staatsraad als respectievelijk wetgevende en uitvoerende lichamen van de tsaar om hiermee de Regerende Senaat van deze taken te ontlasten, waarmee het zou verworden tot een soort van hooggerechtshof. Speranski bereidde zelfs een grondwet voor.
De hervormingen stopten echter in 1810 vanwege de napoleontische oorlogen en de groeiende weerstand van de conservatieve adel, zoals vertolkt door Nikolaj Karamzin.